# Zelinja Gornja
Zelinja Gornja är ett samhälle i Bosnien och Hercegovina.   Det ligger i entiteten Republika Srpska, i den centrala delen av landet, 110 km norr om huvudstaden Sarajevo. Zelinja Gornja ligger 331 meter över havet och antalet invånare är 304.
Terrängen runt Zelinja Gornja är lite kuperad. Runt Zelinja Gornja är det ganska tätbefolkat, med 93 invånare per kvadratkilometer.. Närmaste större samhälle är Doboj, 19,4 km sydväst om Zelinja Gornja. 
Omgivningarna runt Zelinja Gornja är en mosaik av jordbruksmark och naturlig växtlighet.